# Ferran Olivella
Ferran Olivella Pons (Barcelona, 22 de junho de 1936 – 14 de maio de 2023) foi um futebolista espanhol que atuou como defensor.

## Carreira
Olivella jogou no Barcelona de 1956 a 1969, com o qual conquistou duas ligas nacionais, quatro Copas del Rey e três Taças das Cidades com Feiras. Foi capitão da Seleção Espanhola que venceu o Campeonato Europeu de 1964.

## Morte
Olivella morreu em 14 de maio de 2023, aos 86 anos.